# Jordanoleiopus albosuturalis
Jordanoleiopus albosuturalis là một loài bọ cánh cứng trong họ Cerambycidae.